# Barbara Lorsheijd
Barbara Lorsheijd (Beverwijk, 26 marzo 1991) è una calciatrice olandese, portiere dell'ADO Den Haag e della nazionale olandese.

## Carriera

### Club
Barbara Lorsheijd è nata a Beverwijk il 26 marzo 1991 e si appassiona al calcio fin da giovanissima, iniziando nel ruolo di attaccante, ma a causa di problemi ad un ginocchio i medici la informarono che non avrebbe più potuto continuare a giocare. Ciò nonostante, pur di non abbandonare l'attività decise di ricoprire un ruolo meno impegnativo per il suo problema fisico, quello del portiere. Dopo aver iniziato a giocare con le formazioni giovanili dell'SV Loosduinen, club di uno dei stadsdeel della città di L'Aia, si trasferisce all'SV Wateringse Veld per poi proseguire, sempre a livello giovanile, con l'RKSV GDA.
Nell'estate 2007 viene chiamata a formare la rosa della squadra femminile dell'ADO Den Haag, costituita per partecipare al campionato inaugurale dell'Eredivisie Vrouwen. A disposizione del tecnico Sarina Wiegman, Lorsheijd debutta in Eredivisie all'età di 16 anni, nelle prime due stagioni viene impiegata con regolarità fino all'arrivo dell'esperta Petra Dugardein dall'estate 2009 e per due stagioni. Dopo la sua partenza, gli anni successivi ottiene sempre maggior fiducia ritornando portiere titolare nella stagione 2011-2012, nella quale la squadra ottiene il suo più prestigioso successo sportivo, il double campionato-Coppa. La successiva stagione ha vinto nuovamente la KNVB Beker, compiendo in finale una parata decisiva su Anouk Dekker nella vittoria ai rigori con il Twente, ottenendo inoltre la nomina di giocatrice della stagione del club. Nel frattempo, grazie alla vittoria in campionato Lorsheijd ha l'occasione di debuttare anche in UEFA Women's Champions League per l'edizione 2012-2013, scendendo tra i pali in entrambi gli incontri con le campionesse russe del Rossijanka, squadra che le elimina già ai sedicesimi di finale.
Dopo oltre 110 presenze in Eredivisie con l'ADO Den Haag, nel 2014 Lorsheyd si è trasferita al Telstar. Durante la sua permanenza al Telstar Lorsheyd è stata oggetto dell'interessamento da parte del Basilea, tuttavia rimase delusa quando il trasferimento al club svizzero e l'occasione per disputare un suo primo campionato all'estero sfumarono all'ultimo momento. Nel giugno 2015 ha accettato di prolungare il contratto con il Telstar per un'altra stagione.
Lorsheyd ha lasciato il Telstar dopo due stagioni per firmare per le campionesse in carica del Twente nel giugno 2016, giustificando il suo trasferimento nella speranzia di tornare in lizza per un posto in nazionale. Grazie al titolo del Twente, torna a disputare la Champions League per l'edizione 2016-2017, impiegata dal tecnico Tommy Stroot in tutti i 7 incontri disputati dalla sua squadra prima dell'eliminazione da parte delle spagnole del Barcellona agli ottavi di finale.
In seguito, dopo tre stagioni lontano dall'ADO Den Haag, Lorsheyd è tornata al club dell'Aia come portiere titolare della squadra nel 2017. Nell'aprile 2019 Lorsheyd ha fatto la sua 188ª presenza ufficiale per l'ADO, superando Renate Jansen per diventare la detentrice del record di presenze del club., per poi disputare la 200ª partita per il club nell'ottobre 2019.
Nella stagione 2020-2021 condivide con le compagne il percorso che portano la sua squadra a disputare la finale di Coppa dei Paesi Bassi, persa poi con il risultato di 1-0 con il PSV, sfumando in quell'occasione l'opportunità di conquistare il suo terzo trofeo.

## Palmarès

### Club
- Campionato olandese: 1

ADO Den Haag: 2011-2012
- Coppa dei Paesi Bassi: 2

ADO Den Haag: 2011-2012, 2012-2013
- BeNe Supercup: 1

ADO Den Haag: 2012